# Strongylogaster xanthocera
Strongylogaster xanthocera är en stekelart som först beskrevs av Stephens 1835.  Strongylogaster xanthocera ingår i släktet Strongylogaster, och familjen bladsteklar. Arten är reproducerande i Sverige.